# Anisogaster cinerarius
Anisogaster cinerarius là một loài bọ cánh cứng trong họ Cerambycidae.